# Aretxabaleta
Aretxabaleta település Spanyolországban, Gipuzkoa tartományban. Aretxabaleta Arrasate-Mondragón, Oñati, Barrundia, Eskoriatza és Aramaio községekkel határos. Lakosainak száma 7194 fő (2024).

## Népesség
A település lakosságának változását az alábbi diagram mutatja:
| Lakosok száma | 6156 | 6281 | 6469 | 6689 | 6725 | 6995 | 6993 | 7128 | 7108 | 7194 |
|               | 2001 | 2004 | 2006 | 2009 | 2011 | 2014 | 2016 | 2019 | 2021 | 2024 |